# Custer County, Montana
Custer County är ett administrativt område i delstaten Montana, USA. År 2010 hade countyt 11 699 invånare. Den administrativa huvudorten (county seat) är Miles City. 

## Geografi
Enligt United States Census Bureau har countyt en total area på 9 824 km². 9 798 km² av den arean är land och 26 km² är vatten. 

### Angränsande countyn
- Prairie County, Montana - nord
- Fallon County, Montana - öst
- Carter County, Montana - sydost
- Powder River County, Montana - syd
- Rosebud County, Montana - väst
- Garfield County, Montana - nordväst